# Veine interventriculaire antérieure
La veine interventriculaire antérieure est une veine du cœur.

## Origine
La veine interventriculaire antérieure apparait dans la partie inférieure du sillon interventriculaire antérieur près de l'apex du cœur

## Trajet
La veine interventriculaire antérieure remonte dans le sillon interventriculaire antérieur accompagnée de l'artère interventriculaire antérieure.

## Terminaison
La veine interventriculaire antérieure se jette dans la grande veine du cœur au niveau du sillon atrio-ventriculaire gauche.

## Zone de drainage
La veine interventriculaire antérieure draine le sang veineux de la face antérieure du ventricule gauche et de la partie antérieure du septum interventriculaire correspondant à la zone de vascularisation de l'artère interventriculaire antérieure.